# Cornovecchio
Cornovecchio este o comună din provincia Lodi, Italia. În 2011 avea o populație de 226 de locuitori.

## Sate
La doi kilometri nord de Cornovecchio se află satul (frazione) Lardera.

## Demografie
Cornovecchio - evoluția demografică

|  | Graficele sunt indisponibile din cauza unor probleme tehnice. Mai multe informații se găsesc la Phabricator și la wiki-ul MediaWiki. |

Date: Recensăminte sau birourile de statistică - grafică realizată de Wikipedia